# Kuhweide (Angermünde)
Kuhweide ist eine Wüstung in der Nähe von Frauenhagen, einem Ortsteil der Stadt Angermünde im Landkreis Uckermark im Nordosten des Landes Brandenburg. Der Ort wurde 1375 erstmals urkundlich erwähnt und wurde 1891 endgültig zerstört.

## Geschichte
Die Siedlung Kuhweide wurde 1375 im Landbuch der Mark Brandenburg erstmals urkundlich erwähnt, damals mit der Schreibweise Kuhweyde. Der Ortsname geht aus der Lage am Ufer der Welse hervor, deren Flussniederungen zum Weiden von Kühen genutzt wurden. Für das Jahr 1577 sind in Kuhweide eine Dorfkirche sowie zwei Windmühlen verzeichnet. Während des Dreißigjährigen Krieges wurde das gesamte Dorf verwüstet.
Nach dem Ende des Krieges bestand Kuhweide als kleines Vorwerk des Rittergutes Frauenhagen weiter. Bis 1747 hatte die ansässige Adelsfamilie von Greifenberg die Herrschaft über das Dorf Kuhweide inne. Bis 1817 gehörte Kuhweide zum Stolpirischen Kreis, danach lag das Dorf im Landkreis Angermünde in der preußischen Provinz Brandenburg. Mit der Zeit verfielen die über gebliebenen Gebäude des Vorwerks immer weiter, bis Kuhweide im Jahr 1891 endgültig abgerissen wurde.